# Lamborghini Huracán
Lamborghini Huracán je sportski automobil, talijanskog proizvođača Lamborghini. 
Predstavljen je na Ženevskom autosajmu 2014. a prve isporuke počele su u drugom kvartalu 2014. Huracán je predviđen kao zamjena najprodavanijem starijem modelu Gallardo.
Huracán pogoni 5.2 L V10 motor iz modela Gallardo snage 610 KS (449 kW), smješten u sredini automobila. Automobil s dvoja vrata, težine 1422 kg ubrzava do 100 km/h za 3.2 sekunde (model LP640-4 Peroformante za 2.9 sekunde), a najveća brzina mu je preko 325 km/h.
Automobil ima full LED prednja svjetla koja osiguravaju veći kontrast u noćnim uvjetima. Također, Huracán ima opcijski Lamborghini dinamički upravljač (LDS) koji se dodaje u standardni servo upravljač. Dinamični upravljač mijenja performanse upravljača iz normalnog, udobnog upravljanja u trkački osjećaj. Glavna kontrola za promjenu performansi automobila prema uvjetima vožnje je izbornik načina rada ANIMA (Adaptive Network Intelligent Management). ANIMA upravlja motorom, mjenjačem, LDS-om, pogonom na sve kotače, magnetorheološkim ovjesom i elektroničkom kontrolom stabilnosti. Lamborghini Piattaforma Inerziale (LPI) vrši precizna mjerenja pokreta vozila pomoću senzora na vozilu (3 akcelerometra i 3 žiroskopa) povezanih s ANIMA putem brze FlexRay CAN sabirnice. Vozač može odabrati način ulice, sporta ili utrke kako bi promijenio način na koji sustav poput motora ili mjenjača reagira tijekom vožnje.
Automobil je dizajnirao Filippo Perini.

## Interijer
Huracán ima razne izvedbe interijera za veću udobnost u automobilu. Ima potpuno električno upravljanje i grijanje sportskih kožnih sjedala uz standardno poravnavanje po duljini i električni naslon. Automobil također ima opcijski navigacijski sustav. Sustav za elektroničko upravljanje sustavima izbačen je iz središnjeg dijela. Rezultat: zaslon koji vozaču omogućuje da odluči što želi vidjeti. Prvi je Lamborghinijev model koji koristi 12,3-inčni TFT virtualni kokpit matične tvrtke Audi, koji je dostupan s 3D-grafikom visoke razlučivosti (1440 x 540), 3D računalnom grafikom, Bluetoothom, Google Earth GPS navigacijom i kontrolom izbornika i nadzorne ploče s multimedijskim sučeljem, a sve napaja Nvidia Tegra 3.

## Inačice

### Huracán LP610-4 Spyder
Kabriolet varijanta Huracán LP 610-4 otkrivena je na Salonu automobila u Frankfurtu 14. rujna 2015. 5,2-litarski V10 motor s pogonom na sve kotače isti je kao u coupéu i stvara maksimalnu snagu od 449 kW (602 KS). Ubrzanje od 0 do 100 km/h (62 mph) traje 3,4 sekunde, a najveća brzina je 323 km/h (201 mph). Ima isti 7-stupanjski Lamborghini Doppia Frizione (LDF) mjenjač s dvostrukim kvačilom kao i coupé. Spyder ima težinu od 1.542 kg, što je 120 kg više od coupéa zbog komponenti za ojačanje šasije.

### Huracán LP580-2 RWD
Huracán LP 580-2 je projektiran i podešen za potpuno iskustvo vožnje. S 5,2-litarskim motorom V10 koji na zadnju osovinu šalje 426 kW/580 KS, težina Huracána LP580-2 RWD iznosi tek 1.899 kg, što je 33 kg lakše od verzije s pogonom na sva četiri kotača. Raspodjela težine je 40% sprijeda i 60% straga, smanjujući inerciju na prednjoj osovini. Potpuno nova postavka uključuje modificirani ovjes, novo podešavanje upravljača i ponovno kalibriranu kontrolu stabilnosti. Lamborghini načini vožnje STRADA, SPORT i CORSA su podešeni tako da pružaju izvanredne karakteristike, naglašavajući autentično ponašanje na stražnjim kotačima.

### Huracán LP580-2 RWD Spyder
Kabriolet verzija RWD modela, 265 kg teža od osnovnog modela, zbog ojačanja šasije. Usprkos povećanju težine, performanse i ponašanje na cesti nisu ništa lošije od osnovnog RWD modela.

### Huracán LP630-4 EVO
Huracán je dobio pojačanje motora u 2019. godini, i sada se zove Huracán Evo. Ažurirana inačica Huracána ima agresivniji dizajn, novi prednji branik ima integrirane aeroblade za poboljšanu snagu, zajedno sa stražnjim dizajnom inspiriranim izvedbom Performante, s istim stražnjim difuzorom, položajem ispušnih cijevi i radijatorima. Novi spojler poboljšava aerodinamiku do pet puta u odnosu na prošli model. Motor dijeli s Performanteom i stvara 471 kW (631 KS; 640 KS) pri 8000 okr / min i 601 N⋅m (443 lb⋅ft) okretnog momenta pri 6.500 o/min. Ispušni sustav je profinjeniji i ima ventile za unošenje titana. To omogućuje automobilu da postigne vrijeme ubrzanja od 0,97 km/h od 2,9 sekundi, vrijeme ubrzanja od 0–200 km/h od 9 sekundi i najveću brzinu od 325 km/h (202 mph). Automobil ima kočioni put od 100–0 km/h (62–0 mph) od 32 m. 

### Huracán LP630-4 EVO Spyder
Huracán Evo Spyder predstavljen je na tržištu u veljači 2019. Spyder ima ista poboljšanja kao i coupé, ali je 100 kg (220 lb) teži zbog dodavanja komponenti ojačanja šasije zbog gubitka krova. Automobil ima isti platneni sklopivi mekani krov kao i prošli model kome je za sklapanje potrebno 17 sekundi, a može ga sklapati pri brzinama do 50 km/h (31 mph). Spyder može ubrzati do 100 km/h (62 mph) za 3,1 sekunde, do 200 km/h (124 mph) za 9,3 sekunde i može postići maksimalnu brzinu od 325 km/h (202 mph).

### Huracán LP610-2 EVO RWD
EVO varijanta sa stražnjim pogonom na tržištu je predstavljena u siječnju 2020., zamijenivši LP580-2 RWD. Prednji odbojnik je preoblikovan i stvara više protoka zraka, što je usmjereno prema revidiranom difuzoru. Jedinstven za RWD model je P-TCS (Performance Traction Control System) koji osigurava da se okretni moment ne smanji naglo. Lamborghini tvrdi da se ovaj porast povećava za 30 posto u usporedbi s LP580-2. Motor je pojačan te sada ima 449 kW (602 KS; 610 KS). Automobil je sporiji od standardnog Huracán EVO. Ima ubrzanje do 100 km/h (62 mph) za 3,3 sekunde, a pritom ima istu maksimalnu brzinu. Automobil također dobiva jedinstvenu boju boja, Giallo Belenus, zajedno s odgovarajućom oblogom od kože i mikrosuede.

### Huracán LP640-4 Performante
Huracán verzija orijentirana na staze, Performante, predstavljena je na salonu automobila u Ženevi 2017. Dobio je različite izmjene izvana, a najočitije su prednji i stražnji odbojnici. Karbonska vlakna koriste se za odbojnike i bočne pragove. Podesivo zadnje krilo od ugljičnih vlakana dodano je za povećanje snage. Položaj ispuha je također promijenjen i sada je tek malo iznad stražnjeg difuzora. Unutrašnjost je također doživjela primjetne promjene, ima nova sjedala i novi digitalni brzinomjer (slično kao brzinomjer Aventador SV). 5,2-litreni V10 Performantea podešen je tako da ima snagu od 471 kW (631 KS; 640 KS) pri 8000 okr / min i 601 N⋅m (443 lb⋅ft) okretnog momenta pri 6.500 o / min. Težina se također smanjila za 40 kg (zbog velikog udjela karbona, prvi put korištenog u izradi Sesto Elementa). Sve nove aero komponente na automobilu imaju aktivnu aerodinamičku sposobnost i pomažu u održavanju stabilnosti automobila pri velikim brzinama. Performante može ubrzati od 0–100 km / h (0–62 mph) za 2,9 sekundi i ima teoretsku maksimalnu brzinu od 336 km/h (209 mph). Cijena automobila je na 274 390 američkih dolara. U listopadu 2016. prototip Performantea postavio je vrijeme kruga od 6:52,01 na Nürburgring Nordschleife, s Marcom Mapellijem za volanom, što ga čini jednim od najbržih automobilskih automobila na svijetu na ovoj stazi.

### Huracán LP640-4 Performante Spyder
Lamborghini Huracán Performante Spyder predstavljen je na sajmu automobila u Ženevi 2018. godine. Spyder je identičan kupeu po pitanju performansi i tehnološkog stajališta, ali vrijeme ubrzanja od 0–97 km/h (0–60 mph) poraslo je za desetinu sekunde i iznosi 3,1 sekunde dok je 0–200 km/h (0–124 mph) porastao je za četiri desetine sekunde i iznosi 9,3 sekunde. Zbog gubitka krova, Spyder teži 125 kg (276 lb) više od coupéa zbog komponenti za ojačanje šasije. Najveća brzina ostaje ista, i iznosi 325 km/h (202 mph). Isporuke su započele u četvrtom tromjesečju 2018. godine.

### Huracán LP610-4 Polizia
Huracán LP610-4 Polizia službena je policijska varijanta automobila proizvedena posebno za talijansku državnu policiju, nakon što su dva Gallarda, koja je koristila Polizia Stradale, uništena tijekom patroliranja. Automobil je opremljen hlađenim prtljažnim prostorom u prednjem dijelu vozila (za upotrebu u ulozi vozila za prijevoz organa za transplantaciju), defibrilatorom i policijskim svjetlosnim signalnima.

### Huracán LP580-2 Pope Francis
Lamborghini je posebno izradio Huracán LP580-2 po mjeri i poklonio ga papi Franji pred općom publikom u nazočnosti najvišeg menadžmenta tvrtke. Ekskluzivni i personalizirani automobil, koji je potpisao Papa, prodali su na aukciji Sotheby's, a prihod je dostavljen izravno Svetoj Stolici koja je novac donirala u dobrotvorne svrhe.

### Huracán Airport Vehicle
Nakon što je Lamborghini s Bologneškog aerodroma povukao Aventador Airport Vehicle, i izložio ga u svom muzeju, na aerodrom su lansirali Huracán Airport Vehicle koji obavlja svoju zadaću. Već je poznato da Lamborghini inspiraciju za svoje automobile crpi od aviona, pa je zato i pokrenut trend ovih automobila na aerodromu u Bologni, koji se nalazi nedaleko od tvornice, i u kojem su izloženi modeli Urus i Aventador LP770-4 SVJ.

### Huracán LP610-4 Avio
Predstavljen na salonu automobila u Ženevi 2016., Avio je prvo ograničeno izdanje Huracána, koje donosi nove boje, presvlake, vanjske naljepnice i unutarnje logotipe inspirirane talijanskim borbenim avionima, zajedno s trobojnicom u crvenoj, bijeloj i zelenoj boji. Na središnjoj konzoli nalazi se pločica koja ukazuje na ograničeni broj od 250 ponuđenih primjeraka.

### Huracán GT3
Predstavljen 2015. godine, Lamborghini Huracán GT3 razvijen je u suradnji s Dallarom. Pogoni ga 5,2 L V10 benzinac i ima masu od 1.230 kg. Tim Lazarus pobijedio je na međunarodnom GT Openu 2016. godine s vozačima Thomasom Biagijem i Fabriziom Crestanijem. Također, Barwell Motorsport ostvario je četiri pobjede u britanskom GT prvenstvu 2016. godine, Grasser Racing Team pobijedio je u utrci na 2016 ADAC GT Mastersu, a Paul Miller Racing pobijedio na 2016. WeatherTech SportsCar Championship.
Na prvoj utrci WeatherTech SportsCar Championship 28. Siječnja 2018. godine, Lamborghini Huracán GT3 iz GRT Grasser Racing Team-a s brojem 11 završio je na 1. mjestu. Bilo je to prvi put da je Lamborghini pobijedio na 24-satnoj utrci u povijesti. Huracán s brojem 48, Paul Miller Racing osvojio je prvenstva vozača, timova i proizvođača za Lamborghini.

### Huracán GT3 EVO
Trkački Huracán GT3 Evo od 430 000 dolara, kako samo ime kaže, evolucija je izvornog Huracána GT3. Osvajio je ne samo GT Asia Series Championship 2016., već i Rolex 24 u Daytoni i 12 sati Sebringa. Evo je dodatno usavršen i poboljšan kako bi pokazao svoje kvalitete. Glavna točka pozornosti bila je poboljšanje aerodinamike automobila uz pomoć Dallara Engineeringa.

### Huracán EVO GT
Huracán Evo GT je model s ograničenom proizvodnjom od 36 jedinica. Odaje počast pobjedama 2018. i 2019. u 24 sata Daytone i 12 sati Sebringa. Broj 36 je zbrojno vrijeme dviju poznatih utrka izdržljivosti, poznatih i kao "36 sati Floride". Predstavljen je s još jednim posebnim izdanjem, Lamborghini Aventador SVJ 63 Roadster, na Monterey Car Week-u u Kaliforniji u kolovozu 2019. Vizualno, automobil ima jedinstvenu zelenu boju s narančastim naglascima u spomen na dostignuća marke u moto sportu. Automobil dijeli svoj motor s trkačkim automobilom Huracán GT3 i ograničen je samo na tržište Sjeverne Amerike.

### Huracán LP620-2 Super Trofeo
20. kolovoza 2014. Lamborghini je predstavio svoj novi automobil trkačke generacije razvijen u Motorsport odjelu: novi Huracán LP 620-2 Super Trofeo. Prema Maurizio Reggianiju, zaduženom za Lamborghinijev odjel za istraživanje i razvoj i moto sportove, „Huracán LP 620-2 Super Trofeo potpuno je novi automobil izrađen ispočetka s jasnim trkačkim konceptom. Svaka značajka dizajnirana je za sofisticirane visoke performanse, u skladu s najstrožim sigurnosnim standardima u moto sportu. " Huracán Super Trofeo ima V10 motor s direktnim ubrizgavanjem montiran na cestovnom automobilu, kojim upravlja Motec kontrolna jedinica koja pruža maksimalnu snagu od 620 KS i zapanjujući omjer težine/snage od 2,05 kg/KS.

### Huracán Sterrato
U lipnju 2019. godine Lamborghini je predstavio terenski konceptni sportski automobil baziran na Huracánu EVO nazvan Huracán Sterrato. Sterrato ima nove široke otvore za zaštitu boka s integriranim otvorima za zrak kako bi se poboljšao protok zraka za kočenje. Automobil je opremljen 20-inčnim kotačima s posebnim gumama za veće prianjanje tijekom vožnje izvan ceste. Automobil također dolazi s ojačanim okvirom i integriranim kliznim pločama za zaštitu od otpada. Svjetla za maglu ugrađena sprijeda i krovni nosač upotpunjuju agresivan vanjski izgled. Motor dijeli s Huracán EVO i ima istu snagu kao EVO. LDVI (Lamborghini Dinamica Veicolo Integrata) sustav je modificiran i sada dolazi s prediktivnom logikom, zamišljen kao sofisticirana središnja procesorska jedinica koja kontrolira svaki aspekt ponašanja automobila, savršeno integrirajući dinamičke sustave za predviđanje vozačkih akcija i potreba, pretvarajući ih u savršenu dinamiku vožnje.

## Etimologija imena
Kao brojni prethodni Lamborghini modeli, Huracán je dobio naziv po borbenom biku iz 1879. poznatom po svojoj hrabrosti. Huracan je ujedno i majanski bog vjetra, oluje i vatre.